# 哥吉拉 奇異點
《哥吉拉 奇異點》是日本東京都會電視台於2021年4月1日起播出的電視動畫。是自2017年至2018年間上映的動畫電影『GODZILLA』三部作以來，《哥吉拉系列》首部由日本製作的電視動畫影集。不同於前者所走的歐美科幻路線，或是日本傳統怪獸片的王道路線，本作以解謎為主軸描繪出怪獸的魅力，並且充滿著對過去經典怪獸片的致敬安排，本作在2025年宣布將在超級機器人大戰Y參戰。

## 概要
2020年10月7日，宣佈製作《哥吉拉》的電視動畫《哥吉拉 奇異點》。該作由《大雄的南極冰天雪地大冒險》導演高橋敦史執導，《屍者的帝國》編劇圓城塔執筆，並由BONES和Orange共同製作，定於2021年4月1日起在東京都會電視台首播，並於2021年3月25日起在Netflix日本先行播放，後續將全球同步播放。

## 製作人員
- 導演：高橋敦史
- 系列構成、腳本：圓城塔
- 人物原案：加藤和恵
- 人物設定：石野聰（日语：石野聡）
- 怪獸設定：山森英司（日语：山森英司）
- CG導演：池内隆一、越田祐史、鈴木正史
- VFX導演：山本健介
- 軍事考証：小柳啓伍
- 美術設定：平澤晃弘
- 美術導演：橫松紀彥
- 色彩設計：佐佐木梓
- 攝影導演：若林優
- 剪輯：松原理恵（日语：松本理恵 (演出家)）
- 音響導演：若林和弘
- 音樂：澤田完
- 動畫製作：BONES、Orange
- 製作：東寶

## 專用術語
"紅塵"    
梵語譯語意為"污染"。本作的高次元未知礦物，以紅色沙粒的形式出現 有活性與非活性狀態，是"原型"加工前的第一型態。
擁有加速生物進化或放大生物的能力，最初是深海的水母吸收後，誕生了含有該物質的亞種，被葦原發現後才得以運用。
接著像是拉頓第三型態，以及夏蘭珈的巨大化，以及噴射傑格的巨大化都纏有其異色煙霧；另外劇中發現哥吉拉，夏蘭珈等怪獸能操控紅塵，製造與控制、擴散，後來出現的拉頓群能散播紅塵，再加上以上兩者所在之處會不斷出現新的怪獸，從這點判斷紅塵與怪獸有一定的關係。
" 原型 archetype "
語意為"原始，初始"：是本作的虛擬胚胎型元素，能夠以投射次元達到轉換不同型態。
是高次元未知礦物紅塵加工後的第一型態，能打破物理法則的未知元素，已知能干涉時間讓光線在反射的迴圈中不斷增幅至極限；本作曾暗示哥吉拉與本作不斷出現的"原型"材質關係可能是同源，甚至透過次元投射變成不同的樣子。
" 正交化 對角器 Orthogonal Diagonalize"
為本作的武器之一，是紅塵的第十三階型態-實驗性性質轉換炸彈，擁有編輯其原子的能力，可以轉換紅塵並將其無效化，其構造單純，但啟動所需的操作十分困難，並不是誰都可以操作。
輸入"正確"的轉換代碼才能發揮最大功用。非正確代碼的情況，像B.B使用的從前葦原實驗意外的代碼只能轉換並消除一定範圍的紅塵，產生結構相對脆弱的紅色結晶，並不能終止怪獸活動，但正確的轉換代碼能轉換成青藍色的結晶並終止怪獸活動。
（裝置造型是初代的哥吉拉(1954)所使用的水中氧氣破壞劑，第一種成功殺害哥吉拉的化學武器。由芹澤大助研究氧氣時所造，可以一瞬間使水中的氧氣毀壞，讓水中的生物窒息至死，溶解屍體到只剩骨頭。產生結晶的部分則看得出是對哥吉拉vs太空哥吉拉中的結晶致敬的痕跡。）
"  怪獸 "      
葦原留下的研究資料之中曾暗示將會有紅塵為基底、以紅塵為生的生物出現，即本作出現的怪獸，劇中顯示擁有最佳化自身DNA的能力，其生物圈甚至發展到故事後期時，誕生了擁有影響空間相關的能力的植物怪獸。片中最早的怪獸是襲擊了葦原所住村莊的巨獸，被擊退後其遺骨連同保管的企業一同被葦原買下，之後被隱藏起來。
"  奇異點/特異點 " 
葦原紅塵的研究之一，所謂的「奇異點」是發現「紅塵」的地方，以三次元世界的概念來說是生產「紅塵」這個物質的「礦源」。
葦原藉由在印度的奇異點開發出超時空電腦「SHIVA」，觀測到未來的同時也發現了"破局"以及紅塵的其他階段。
" 破局" 
" 破局 "是葦原運用超時空電腦觀測未來時發現存在一個無論如何都不能突破的"點"，本作提到「奇異點在超次元連結，看似很多但只有一個，總有一天會成長至『破局』。」
因此取名，代表不可收拾的場面、破裂的情況以及悲慘的結局，實際的內容無法預測，但劇中相信這是世界末日，或是宇宙的完結。
主角們也在演算迴避破局、正交化對角器的正確代碼過程成中，發現多台超時空電腦(奇異點)相互競爭演算，卻產生許多不同答案後所造成「錯誤」，以至於無法突破『破局』，使得他們只能朝過去演算，尋求答案。
" SHIVA" 
既是本作幕後的大型跨國企業名稱，也代表著葦原在印度分部藉由奇異點建立的超時空電腦。
企業：
被葦原買下後，內容由化學物質的開發大到原型的研究，到本作的2030年持續成長為國際型組織。組織內部過龐大，以至於無法統一意見，從印度分部的對話中可得知這點，因為李桂英博士的逝去，組織內對紅塵的解決方案「正交化對角器」和「破局」研究的優先順位產生了分岐。
超時空電腦：
被葦原在印度巨大地下洞穴的深處發現，在此上方建立了SHIVA印度分部，以厚實的「閘門」將奇異點、地下洞穴隔絕在下方進行研究。最初像圓點一樣，紅塵以它為中心出現在世上。隨著化學物質的開發到原型的研究，持續的改變其觀測容器，被厚重金屬包裹，現在則是圓圈狀的樣子。
" Alapu Upala" 
時不時能在奇異點能聽到的奇異歌謠，最初有川潤於葦原的舊宅的舊式喇叭音響中聽到，之後神野銘在前往印度的過程中及超時空電腦本身也能聽到。歌聲隱藏了被壓縮的訊息，包括剪輯過的神野銘與有川潤的聊天文檔時間與破局座標，以及未來的人工智慧兼正交對角器代碼-- 噴射傑格-PP

## 角色
神野銘（聲：宮本侑芽）
本作女主角，研究非現實存在生物的怪人研究生。性格明朗快活，雖然是天才但脫線的地方很多，經常忘東忘西。
因為教授不在代打而接下「岬奧」的調查委託，而被捲入對抗哥吉拉的戰鬥，負責本作的解謎部份。
有川潤（聲：石毛翔彌）
本作男主角，大瀧工廠工程師，在機器人設計與程式設計等多方面的天才，但不擅與人交際。
以調查一間空屋為契機而被捲入對抗哥吉拉的戰鬥，之後與幫助自己的神秘網友天牛(神野銘)一起探索謎題，和噴射傑格一起負責本作的動作部份。
加藤侍（聲：木內太郎）
潤在大瀧工廠的同事，嗜好是重量訓練，與神野銘是高中同學，高中時的綽號是「槓鈴(バーベル)」。
潤的好搭檔，與潤以及大瀧老爹一起對抗哥吉拉。
大瀧吾郎（聲：高木涉）
大瀧工廠所長，通稱老爹。是具有多項專利的科學家，近期因為受到UFO與未確認生命體的吸引而埋首於拯救世界的活動，以個人資金打造噴射傑格(Jet Jaguar)。
以怪獸出現作為契機，與潤以及侍一同踏上退治怪獸之路。
金原里美（聲：竹內絢子）
大瀧工廠的事務大姐，其視覺系樂團路線的妝容、唇環、刺青在整個工廠裡顯得特別突兀，負責在大家外出時留守工廠，支援老爹、潤與侍。
佩羅2號（聲：久野美咲）
銘因為好奇而下載潤所開發的交流支援AI「蜜環菌」，在進駐銘的筆記型電腦後誕生的犬型人工智慧，以銘的好搭檔身份支援她的行動，並協助她挑戰哥吉拉之謎。
命名的原因是銘以前養的狗叫做佩羅，因而將互動介面也修改成狗狗造型。後來在李博士的幫助下有了更方便移動的機器人身體，在英國的筆電有留下人工智慧備份。
在破局發生時仍為了演算出迴避破局的代碼和連結SHIVA，最後的畫面是在虛擬世界查覺到自己一直帶著卻沒住意到，由潤所製作的古老協定而終於明白了一切。片尾銘帶著外殼寫著佩羅3號的新機器人出現，顯然2號已在SHIVA的爆炸中損毀。
榮格（聲：釘宮理惠）
從由潤所開發的交流支援AI「蜜環菌」誕生，安裝於潤的手機中的人工智慧，性格冷靜並具有強大情報整理能力，潤的搭檔。後來移轉到噴射傑格，作為它的操作AI，因而順便改名噴射傑格。
在東京戰鬥開始前突然更新軟體，其後性格完全幼兒化，直到破局發生前才想起一切。
噴射傑格.P.P是佩羅2號和噴射傑格遙遠未來的後裔，為了完成潤賦予讓噴射傑格所向無敵的協定，而在漫長的時間洪流中不斷成長到足以對抗破局的這個瞬間。
貫串全作的歌曲"Alapu Upala"也是噴射傑格.P.P從未來傳來的，歌曲內存在著完成的正交對角器代碼-噴射傑格.P.P，它以暗碼的形式存在於歌曲之中，在這個瞬間來臨前沒有人能理解答案其實早就存在，包含剛更新完成的噴射傑格.P.P也遺忘了這件事。
佐藤隼也（聲：阿座上洋平）
舊嗣野地區管理局「岬奧」的主任職員，山本的部下。雖然是外務省官僚，但因上司的命令而人事異動至管理局。
以來自大瀧工廠的聯絡作為契機，開始踏入哥吉拉之謎。
山本常友（聲：浦山迅）
舊嗣野地區管理局「岬奧」的局長。
明明知道許多從前任局長傳下來的「岬奧」秘密，多年來也不曾深入探索，卻一派輕鬆地一點一點告訴給部下佐藤，引發他的好奇進行調查。
鹿子行江（聲：小岩井小鳥）
出身官僚世家的外務省官僚，佐藤的上司。與「SHIVA」的組織接觸而進入對抗哥吉拉的戰線。
海建宏（聲：鈴村健一）
神出鬼沒的自稱自營記者，現身於潤與銘的面前收集怪獸情報；實為「SHIVA」組織的一員。
李桂英（聲：幸田夏穗）
國際聯合公司「SHIVA」共同事業所屬的研究者，在網路上發現銘的論文而發掘其才能，專長為計算化學。在一行人準備離開英國前往印度的途中，躲避拉頓襲擊時，真北救了一名少女，而她則企圖營救少女的貓時，遭到突然靠近的拉頓殺害，成為本作唯一死亡、卻沒有死亡瞬間的重要角色。
真北・K・中川（聲：手塚弘道）
李桂英的助手兼代理者，幫忙接待神野銘完成在印度的會面。
麥可・史蒂芬（聲：三宅健太）
國際聯合公司「SHIVA」共同事業所屬的成員，與海建宏及"某個人物"同為「SHIVA」陣營的人物，意圖阻止破局、讓蒂妲失勢。
蒂妲·米勒（聲：磯邊萬沙子）
國際聯合公司「SHIVA」印度分部共同事業研究所所長，優秀且自尊心高，BB的上司。
她同時也擁有「SHIVA」印度分部的管理權，企圖先完成正交對角器再處理破局，而和其他「SHIVA」成員行事對立。
貝勒·「BB」·班恩（聲：置鮎龍太郎）
印度國際聯合公司「SHIVA」共同事業的寶石研究所所長，優秀且自視甚高，討厭比自己聰明的人。在印度協助人遠在英國的李桂英測試正交對角器代碼，他也是追查怪獸的其中一人。
莉娜·班恩（聲：小野寺瑠奈）
BB的女兒，有膽識且好奇心旺盛，片中可知有烹飪技巧且會駕車。
葦原道幸（聲： 井上和彦）
神秘的科學家，在二戰期間遭怪獸滅村的唯一倖存者，其後取得怪獸巨大骸骨並放置於舊嗣野地區管理局地下深處進行研究。「SHIVA」共同事業所屬的創建者，身分為迷。50年前研究紅塵進而發現「奇異點/特異點」與破局。自奇異點爆炸事故後失蹤，本人現在(劇中的2030年)仍下落不明，據傳仍有可能還活著的話年齡已超過百歲。

## 登場怪獸

### 哥吉拉
哥吉拉
具有多重牙齒，與暴露神經的背棘，還能依靠散發高熱不斷變換型態，是個謎一般的怪獸，在圖片『古史羅之圖』中對應『古史羅』，疑似全球性天災-紅塵的製造者，與舊嗣野地區管理局地下室的巨型恐龍骨架關係未知，但確定是同一種族的生物。
哥吉拉 海生型態（Aquatilis）
自深海出現，首次以鰭龍科樣貌的aquatilis(水生型)，型似同系列的水陸兩棲恐龍怪獸泰坦龍（外觀近似泰坦龍與滄龍的造型延伸) ，能以50海里的速度在深度900的深海前進，能力是製造紅塵。
哥吉拉 兩棲型態（Amphibia）
為了適應岸上的環境，哥吉拉在夾雜著滾滾紅塵中，轉變成了具有闊齒龍樣貌的，擁有雙腳的Amphibia(兩棲型)（外觀近似巴朗的造型延伸），吐出攝氏負20度C的冷氣反擊時，與自衛隊的砲擊接觸引發爆炸，造成的熱膨脹將周圍500公尺內所有物體吹飛，自己則在暴露在大量的爆炸與煙霧中成了外表如同石化的蛹，表面被紅色的結晶包覆；疑似與正交對角器所產生的紅色結晶一致。能力是紅塵的製造與能吐出攝氏負20度C的冷氣。
哥吉拉 陸生型態（Terrestris）
為了更明確的在市區與都市移動，進化成了雙足直行且雙臂輔助；造型和色彩同樣參考了同系列相似造型的怪獸“哥羅龍”（外觀近似哥羅龍的造型延伸）具有快速恢復自我，能力除了紅塵的製造外，以及運用急速生長的再生細胞擋住飛彈的能力(類似反應裝甲)，擁有射出"光之圈"(噴射熱線)的能力，和安基拉斯相當能預知攻擊的智慧。同時也借助燃燒，具有進化成"完全不同種怪獸"的能力。
哥吉拉 最終型態（Ultima）
在防衛軍源源不斷的砲火轟炸下，進化成"完全不同種怪獸"的姿態，外觀是初代哥吉拉的延伸，外觀身體本身看起來頗為王道，但與以往相比，恐龍般的前瞻骨架顯得格外突出，雙腿十分粗壯，皮膚褶皺似盔甲，白色的背鰭斜向上延伸，且都有一根管子在奔跑就像一條紅色的血管。 在手臂一側，可以看到鱷魚和海龜身上的鰭狀突起。，會使用帶有數個"光之圈"型結界固定的噴射熱線，一瞬間將東京化為火海。
使用製造紅塵的能力在東京製造了一個獨立的生態圈(致敬惑星哥吉拉的劇情)，擁有足以承受自衛隊猛烈攻擊卻仍毫髮無傷的強韌外皮。雖說是最終型態，但依哥吉拉本身的特殊情況，確實還能夠再度進化；與舊嗣野地區管理局地下室的巨型恐龍骨架關係未知，但確定是同一種族。

### 安基拉斯
安基拉斯（跳彈怪獸、預知未來怪獸）
以稜背龍或埃德蒙頓甲龍延伸為造型的肉食性腿龍科怪獸，外觀近似早期特攝片安基拉斯的造型延伸。命名為"甲龍"的日文偕音，奔跑時速能追上一台裝著捕鯨槍的卡車。出現在拉頓屍體的掩埋場附近覓食，能看見步槍或射擊類型的攻擊的時間並讓甲刺像蟬一樣發生振動，進而彈掉子彈也因此得名"跳彈怪獸、預知未來怪獸"。
片中表現出擁有好奇心的智慧，除了能用調整彈射彈道，對阻擋他的噴射傑格因好奇而翻弄把玩，但不久之後就膩了。最後被有川润與荣格一起操縱的噴射傑格以近距離射擊的捕鯨槍擊倒，其斷角在之後被做成噴射傑格的專用長槍。

### 拉頓
拉頓（電波怪獸）
擁有無齒翼龍科特色的風神翼龍型怪獸，具有多重牙齒，與暴露神經的背棘，與哥吉拉的些許造型一致;會受到電波影響，後來發現召換拉頓的正是由巨型骨架所發出的警報頻道。
在圖片『古史羅ノ図』中對應『羅甸天狗』第一隻出現在逃尾市慶典上空，接著在海灘上發現類似的遺體，且都朝著上第二型變化，接著在紐約，澳洲，紐西蘭，庫克群島，斐濟,紐埃,吐瓦魯，新加坡，吉隆坡等各地城市大量出現，一開始需要靠著紅塵才能存活，到了第二型態沒有紅塵，也能行動，並且主要行動是為了散播紅塵。
拉頓 第一型 (ラドン(第一形態)
疑似海棲種，體型巨大，具有多重牙齒，與暴露神經的背棘，還能發出電波，體內含有放射性元素和哥吉拉的特徵一致但體色橘紅帶藍，且尚未脫離海生生物的特徵。
哥吉拉製造的紅塵的生態圈，可以見到其群體。
拉頓 第二型態 (ラドン第二形態)
外觀最終戰役的造型延伸體色漸暗紅，隨之哥吉拉的特徵也不見蹤影；來自深海，並完全適應陸上生活，且群體行動；哥吉拉製造的紅塵的生態圈，可以見到其群體。
拉頓 最終型態 (ラドン第三形態?)
被認為是拉頓族群的領導個體，被黑色煙霧纏繞且沒有眼珠，比前兩個型態大上許多，外觀是拉頓第二型態延伸造型。疑似為了頂級掠食者的地位而前去襲擊哥吉拉，且未知其能力就被哥吉拉的光之圈熱線狙殺，其屍體也不見蹤影。

### 噴射傑格
噴射傑格（Jet Jaguar）
大瀧工廠所製造的機器人，通稱噴射傑格(日文：ジェットジャガー/英文：Jet Jaguar) 。在本作前期為需要駕駛的人型機器人，後來潤將手機的人工智慧安裝上去，成為了和以前特攝片設定相同的自律型機器人，能獨立作戰。在遠古流傳下的古史羅之圖中，被稱為"鎮西玄統""。最後因解析alapu upala，受隱藏在歌曲中的暗碼影響自主更新成了"噴射傑格P.P"。
噴射傑格  原始型態  (ジェットジャガー·プロトタイプ)：
外觀長臂短腿 ，是大瀧工廠製造的人型機器人，由於原本是在慶典上表演用的，並不具備戰鬥功能，因此第一戰就損傷慘重，駕駛員老爹肋骨斷裂、全身多處骨折。其後的所有型態外觀都是由噴射傑格的造型延伸，更換部份配件。
噴射傑格  耐久型態  (ジェットジャガー·タンクタイプ)：
在面對過拉頓第一型態後，機身嚴重損壞；下半身以三足的業務型機器人代替，更適合長距離移動，於安基拉斯討伐戰中受損一足，被迫以二足狀態進行討伐。
噴射傑格  β型態  (ジェットジャガーβ)：
使用了替換用的下半身及手臂，目的是更快的面對近身戰，並拆除駕駛座移植人工智慧，整體巨大化達到7公尺高。老爹將安基拉斯連鋼索都能只靠重量壓斷的角加工成專用長槍，戰鬥能力大幅提升。東京戰鬥開始前因解析alapu upala自主更新成了"噴射傑格P.P"，導致人格及語言能力幼兒化，隨外在刺激重新安裝語言、詞彙等。最後戰時為了飛到哥吉拉上方臨時加裝了飛行外掛螺旋槳。
噴射傑格 巨大態  (ジェットジャガー·巨大態)：
因為達到了足以對抗破局的瞬間"噴射傑格P.P"想起了一切，原因可以說是奇蹟的不明地巨大化(和拉頓第三型都有黑霧纏繞)，擁有足以推開哥吉拉最終型態的體型，並說出"自己就是對抗破局的代碼"，對潤致上感謝與告別之後被哥吉拉的噴射熱線正面擊中身體，同時發動正交對角器的正確效果，將全世界的紅塵無效化轉化成藍色結晶、怪獸也不再活動。在早期特攝片中噴射傑格是有著和哥吉拉相當的巨大化變身型態，此橋段正是對過去作品的致敬。

### 曼達
曼達
群體出現於海上的巨型海蛇型怪獸，命名意味為"猛瑪象級別的巨蛇"，臉像蛇，嘴像鯊，也有蝦類與蜥蜴的特徵，外皮防禦力不高可被軍艦砲擊輕易擊殺。能夠自行上陸，並與哥吉拉在東京展開戰鬥，最後被完成的噴射熱線狙殺。曼達的能力未知，且與下雨和能離開海水上陸有一定的關係

### 夏蘭加
夏蘭加
於印度出現的原創猿型怪獸，擅長攀爬管線、支架，其外觀近似哺乳類怪獸巴拉剛和加巴拉的混合。與位於「SHIVA」組織印度的奇異點關係匪淺，從奇異點下方的紅塵中出現。第一次被正交對角器造成的紅色結晶爆炸穿刺全身但尚未死亡，從遺跡逃出後身披黑霧，有變大的跡象，再度被紅色結晶穿體拘束，但並未如前次一般停止活動。後來襲擊「SHIVA」印度基地時第三次被正交對角器攻擊，但已不再有拘束效果。最後在破壞「SHIVA」外殼時被藍色結晶凍結並貫穿全身，完全停止活動。能力為紅塵的操縱及至製造。

### 庫蒙加
庫蒙加（Kumonga）
外觀有混合了梅加洛丶庫蒙卡的特徵）在海邊出現，是種類似蜘蛛的巨型昆蟲怪獸群族，具有吐出黏絲及快速再生的能力，其觸角致敬了梅加洛（哥吉拉系列的反派昆蟲怪獸）。尾部設計的則源於哥吉拉(1984)中的巨型海蝨，庫蒙加會在岸邊築巢，並綁架當地人們作為產卵的食糧。庫蒙加是該群體中會主動覓食或狩獵的族群。
哈年加（Hanenga，學名:Kumonga aratus）
庫蒙加的飛行個體，翅膀似蟬的翅膀，其翅膀致敬了美加基拉斯(哥吉拉系列的反派怪獸)只能在巢中看見。會與其他庫蒙加族群向入侵巢穴的敵人展開圍攻。
卡曼加（Kamanga，學名:Kumonga falcipes）
庫蒙加的特化個體擁有巨大前肢型態，如螳螂般的巨爪鉗，其尖刺和巨爪致敬了蓋鋼(哥吉拉系列的反派怪獸)，只能在巢中看見，會與其他庫蒙加族群向入侵巢穴的敵人展開圍攻。能抵抗安基拉斯角作成的長槍而不被切斷。
澤蒙加（Zenbunga，學名:Kumonga ultima）
哈年加與卡曼加的兩者綜合型態庫蒙加。庫蒙加的綜合個體。這類特化個體擁有巨大前肢及似蟬的翅膀。只能在巢中看見，似乎在群體當任護衛兵的位子。
摩斯拉
哥吉拉所構成的生態圈出現的一種黃蛾，會散發反射陽光的麟粉。証實是哥吉拉系列亦敵亦友的飛蛾怪獸「摩斯拉」。
不明液體
由庫蒙加身上的體液構成的形似黑多拉異常生物。致敬哥吉拉系列的敵方的汙染怪獸「黑多拉」。
美加努龍
現在哥吉拉 最終型態身上，類似寄生蟲依附在哥吉拉身上的存在。致敬哥吉拉系列的敵方的昆蟲怪獸「美加基拉斯」的幼體。其寄生蟲般的設定則源於哥吉拉(1984)中的巨型海蝨。
布羅布/灰蠱（blob/gray goo）
名稱是不明未解之物的含義，和紅塵性質相似，吸收紅塵生長的植物，造成空間扭曲，所到之處三角形不會到達180度，大樓倒塌等異常現象...致敬哥吉拉系列的敵方的植物怪獸「碧奧蘭蒂」。
機器哥吉拉（RobotGodzilla）
舊嗣野地區管理局地下室的巨型哥吉拉骨骸，被「SHIVA」組織的海建宏帶人突襲並回收，隨之投入巨型生物機器人骨架。
動畫最後在麥克、海建宏與"某位人物"等三人的注視下建造而成。造型和初代的機械哥吉拉一致，部分細節和使用哥吉拉骨骸的設定則明顯致敬第三代機械哥吉拉機龍。

## 登場軍事裝備
本作由小柳啓伍專職處理軍事考證，講究程度甚至有些到了偏執的地步，例如第六集不同於一般動畫會選用相同艦型節省作畫的作法，選用霧島、照月、朝日這三艘不同世代的船，並且各自繪製，連舷號都表現出來，而且這三艘軍艦現實裡也確實可以協同作戰，由此可見對細節之重視。
- F-35A匿蹤戰鬥機：空自的主要裝備。
- 霧島號驅逐艦（DDG-174）：海自的金剛型護衛艦二號艦，與曼達交戰的艦隊旗艦。
- 照月號(DD-116):：海自的秋月級護衛艦二號艦
- 朝日號(DD-119):：海自的朝日級驅逐艦一號艦
- EC225LP超級美洲獅：海上保安廳的搜救直升機，機身編號是JA696A。
- 巴雷特M82A2：大口徑反物資狙擊槍，被「濕婆」公司的士兵用來阻止夏倫加逃脫。
- .50機槍：廣泛裝設在陸自的載具上，被用來阻擋安吉拉斯。
- 16式機動戰鬥車：陸自迎擊哥吉拉的裝備。
- 10式主力戰車：陸自迎擊哥吉拉的裝備。
- JDAM精確導引炸彈：空自迎擊哥吉拉的裝備，由F-35戰機投射。
- FGM-148標槍飛彈：吉普車上迎擊怪獸的裝備。不同於多數動畫、電影都以直射來表現，本作重現了正確的發射畫面。FGM-148發射時有2段過程，首先會先「軟發射」將彈體噴出發射管，接著彈體點火飛向目標。在彈體射出但仍未點火這段時間，飛彈會稍微下墜接著點火推進，動畫中完美地呈現了這個發射曲線。

## 各話列表
| 話數 | 日文標題 | 中文標題           | 劇本   | 分鏡                      | 演出                       | 作畫監督                                                    | 總作畫監督 |
| ---- | -------- | ------------------ | ------ | ------------------------- | -------------------------- | ----------------------------------------------------------- | ---------- |
| #01  |          | 遥远归途           | 圆城塔 | 高桥敦史                  | 野亦则行 铃木拓磨          | 堀川耕一、中山知世                                          | 石野聪     |
| #02  |          | 盛夏鬼节           | 圆城塔 | 高桥敦史                  | 筑紫大介 铃木拓磨          | 山田真也、中山知世                                          | 石野聪     |
| #03  |          | 野蝇般的恐惧       | 圆城塔 | 高桥敦史 村木靖           | 野亦则行 铃木拓磨          | 绀野直幸、稻熊一晃 石野聪                                   | 石野聪     |
| #04  |          | 还未见的未来       | 圆城塔 | 板村智幸 村木靖           | 飞田刚 铃木拓磨            | 可儿里未、齐藤英子 稻熊一晃                                 | 石野聪     |
| #05  |          | 迅疾如风           | 圆城塔 | 板村智幸、村木靖 小寺勝之 | 中川聪 鈴木拓磨            | 堀川耕一、片出健太 中山知世、山田真也                       | 石野聪     |
| #06  |          | 毫无理论的道理     | 圆城塔 | 村木靖 小寺勝之           | 筑紫大介 铃木拓磨 宫原秀二 | 山田真也、本城惠一朗 稻熊一晃、小島                         | 石野聪     |
| #07  |          | 时间的问号         | 圆城塔 | 高桥敦史 村木靖           | 筑紫大介 铃木拓磨 宫原秀二 | 绀野直幸 中山知世 片出健太                                  | -          |
| #08  |          | 虚幻的身姿         | 圆城塔 | 金子祥之 村木靖 高桥敦史  | 野亦则行 铃木拓磨 宫原秀二 | 可儿里未、石野聪 小島、稻熊一晃                             | 石野聪     |
| #09  |          | 不断崩塌的人造之物 | 圆城塔 | 堀元宣 村木靖 高桥敦史    | 千叶大辅 铃木拓磨 高桥敦史 | 齐藤英子、稻熊一晃 石野聪、堀川耕一 中山知世、本城惠一朗    | -          |
| #10  |          | 力学的原理         | 圆城塔 | 堀元宣 高桥敦史           | 森田芸成 铃木拓磨 高桥敦史 | 堀川耕一、中山知世 小島                                     | -          |
| #11  |          | 不讲理的乐谱       | 圆城塔 | 迫井政行 高桥敦史         | 孙承希 铃木拓磨            | 绀野直幸、山田真也 堀川耕一、水畑健二 稻熊一晃              | -          |
| #12  |          | 战斗的结束         | 圆城塔 | 安藤真裕 高桥敦史         | 野亦则行 铃木拓磨          | 石野聪、中山知世 可儿里未、稻熊一晃 秋山英一、山田真也 小島 | -          |
| #13  |          | 开始的两个人       | 圆城塔 | 安藤真裕 高桥敦史         | 高桥敦史                   | 石野聪 小島 稻熊一晃                                        | -          |

## 主題曲
片頭曲「in case… （页面存档备份，存于）」
主唱：BiSH
片尾曲「青い （页面存档备份，存于）」
主唱：Polkadot Stingray
插入曲「 Alapu Upala 」
主唱：Annette Philip

## 獲獎
- 2022年：星雲賞電影·表演·多媒體部門[13]

## 外部連結
- 哥吉拉 奇異點官方網站（日語）
- 哥吉拉 奇異點的X（前Twitter）
- 在Netflix上觀看《哥吉拉 奇異點》